# José Jácques y Medina
José Jacques y Medina (26 de septiembre de 1944). Es un político y activista mexicano, miembro del Partido de la Revolución Democrática, ha destacado principalmente en asociaciones proderechos de los migrantes mexicanos en Estados Unidos, fue diputado federal de 2006 a 2009.
Es pasante de Licenciatura en Derecho, ha sido subsecretario de la Secretaria del Migrante y Coordinador de las Redes Migrantes del PRD, además de iniciador del comité de base del partido de Maywood, California, además ha sido promotor fundador del Sindicato Nacional de Trabajadores Migrantes de la República Mexicana, de la Internacional Brotherhood of General Workers y del One Stop Immigration and Educational Center, además de miembro de la Red de Empresarios Hispanos de Huntington Park, California y de la Comisión de Derechos Humanos del Valle Imperial.
Electo diputado federal a la LX Legislatura de 2000 a 2006 por el principio de representación proporcional, se desempeña como secretario de la Comisión de Población, Fronteras y Asuntos Migratorios, y miembros de las comisiones de Derechos Humanos y de Relaciones Exteriores.